# يوسف حككيان
يوسف حككيان (1807- 1875م) هو أحد تراجمة محمد علي باشا، وُلد في عام 1807م بمدينة إسطنبول، لأسرة أرمنية كاثوليكية.

## حياته
انتقل والده حككيان أفندي الأرمني القادم من إسطنبول، إلى مصر وعمل في سلك الترجمة في حكومة محمد علي باشا. وقد استغل حككيان فرصة إرسال محمد علي باشا لأولاده وعدد كبير من موظفيه إلى باريس سنة 1817م لكي يتلقوا تعليمهم فطلب من الوالي أن يرسل ابنه الذي كان لا يزال مقيما في إسطنبول إلى إنجلترا ليتعلَّم فيها، وقد لبَّى محمد علي هذا الطلب، وكان ابنه يوسف حككيان لا يزال في العاشرة من عمره.
ظلَّ يوسف حككيان لسبع سنوات في بريطانيا يتعلَّم فيها مبادئ العلوم فضلا عن اللغات الإنجليزية والفرنسية واللاتينية، وفي عام 1824 جاءت تعليمات من بوغوص بك يوسفيان، وزير التجارة والشؤون الخارجية في مصر، بأن يُكرِّس حككيان اهتمامه لدراسة آلات الغزل والنسيج من الناحيتين النظرية والتطبيقية، إلى جانب الاطلاع على كيفية بناء الطرق والكباري والقنوات والأرصفة النهرية، وقد شرع في تعلُّم هذه العلوم منذ ذلك الحين حتى عاد إلى مصر في خريف سنة 1831م بعد 14 عاما في بريطانيا.
حين عاد حككيان إلى مصر عُيِّن مراقبا عاما لمصانع القطن في الحوض المرصود والخرنفش وبولاق والمبيضة، ووضع تحت إشرافه عشرين من طلبة قصر العيني علَّمهم مبادئ الهندسة والرياضيات والميكانيكا بمساعدة مترجم تدفع الحكومة راتبه، وفي عام 1834م افتُتحت مدرسة الهندسة في بولاق ثم أُلحقت بها في عام 1835 مدرسة المهندسين في القناطر الخيرية وعُيِّن يوسف حككيان مديرا لها.
وبين عامَيْ 1844-1850، ترأس حككيان ثلاث بعثات كانت تبحث عن الفحم في مختلف صحاري مصر وجبالها، ثم امتدت بعثاته الاستكشافية من عام 1854 إلى 1861م، وشملت فوق دراساته الجيولوجية زيارات ومسحات أثرية، كما عمل لفترة وجيزة رئيسا لمجلس الصحة، وقد دوَّن أعماله الاستكشافية ورسوماته ونشرها باللغة الإنجليزية عام 1863م بدعم من حكومة الخديوي سعيد باشا، أما مذكراته الشخصية ويومياته ومراسلاته وملحوظاته ورسوماته وغير ذلك التي تمتد ما بين عامَيْ 1829-1874م فقد أهداها ابنه تيتو حككيان إلى المتحف البريطاني.

## أوراق حككيان
تُلقي هذه الأوراق أضواء جديدة على أوضاع مصر خلال الفترة الممتدة بين عامي 1840 و 1863، التي لم تحظَ بالاهتمام الكافي من جانب المؤرخين، كما تحتوي على سيرة حككيان الذاتية وانطباعاته الخاصة خلال الفترة التي قضاها في إنجلترا ما بين عامي 1818 و1830، كما تحتوي أوراق حككيان على معلومات ورسوم هامة تتعلق بالتنقيبات الأثرية التي تمت تحت إشراف الجمعية الملكية البريطانية، بأوضاع البلاد الاجتماعية التي لمسها خلال اشتراكه في هذه التنقيبات.
تقع أوراق حككيان في 24 مجلدًا، ومحتوياتها على الوجه التالي:
- المجلد الأول: مفكرات ورسوم الفترة ما بين (25 إبريل إلى 8 مايو 1829م).يوميات في إنجلترا من (يوليه 1829 وحتى يناير 1830م).سيرة ذاتية ويوميات كُتبت خلال الرحلة إلى مصر من (يوليه إلى سبتمبر 1830م).يوميات في مصر في الفترة من (29 أغسطس 1840م إلى 23 أغسطس 1841م).
- المجلدات الثاني والثالث والرابع: تكملة اليوميات مع ملاحظات ميدانية.
- المجلدات الخامس والسادس والسابع: وفيها تكملة اليوميات، بالإضافة إلى سجلات حول التنقيبات الأركيولوجية والجيولوجية، وملاحظات ميدانية ورسومات.
- المجلد الثامن: فيه استعراض التنقيبات التي أُجريت فيما بين عامي 1852 و1862م.
- المجلد التاسع: وفيه يوميات سُجلت في عام 1862م.
- المجلد العاشر: فيه رسومات خاصة بالآثار التي جرى التنقيب عنها في عام 1854م، بالإضافة إلى جداول بمنسوبات النيل وغير ذلك.
- المجلد الحادي عشر: وفيه رسومات بعضها ملون ومشروعات الآثار والتنقيبات المصرية والقوائم الخاصة بها.
- المجلدات الثاني والثالث والرابع والخامس والسادس عشر: وفيهم مراسلات حككيان.
- المجلد السابع عشر: وفيه قوائم خاصة وأعمال الحفر ومادة أخرى جيولوجية في الفترة من 1851 إلى 1854م.
- المجلد الثامن عشر: فيه مراسلات وأوراق رسمية متفرقة كُتبت باللغتين التركية والعربية في الفترة من 1836 إلى 1868م.
- المجلد التاسع عشر: وفيه أوراق وتقارير رسمية متفرقة ذات صلة بشئون مصر فيما بين عامي (1838 و1840م)، وغير ذلك.
- المجلدات العشرون والحادي والثاني والعشرون: فيهم مفكرات كُتبت فيما بين عامي (1868 و1872م) تقريبًا.
- المجلدان الثالث والرابع والعشرون: وفيهما ثلاثة أبحاث أو مسودات كتاب عن التسلسل الزمني للأرض أو «نظام التسلسل الزمني المصري والإنجيلي على ضوء العلاقة النظرية بين الذراع المصري وبين التغيرات المادية في المنسوب السطحي في مصر».[5]